# Ландскнехтский доспех
Ландскнехтский доспех — неполный доспех, носившийся ландскнехтами, комплектация и цена доспеха зависела от звания и жалования ландскнехта. Типичный доспех ландскнехта состоял из кирасы с ожерельем и набедренниками, представлявшими собой единственную защиту для ног. Часто составной частью доспехов являлись латные наручи упрощённой конструкции. К ожерелью прикреплялись наплечники, доходившие до локтя. Голову ландскнехта защищал шлем-бургиньот, несколько позже (в середине XVI в.) появился морион. Стрелки часто использовали специальный шлем-кабассет. К XVII в. доспехи в виде упрощенных кирас и шлемов использовались лишь пикинёрами, стоящими в первых линиях и бойцами, вооруженными двуручными мечами, задачей которых был прорыв вражеского строя.

Этот доспех ведет происхождение от "трехчетвертных" доспехов, получавших распространение в коннице конца XV- начала XVI веков. Кроме приведенных на фотографии частей, дополнялся либо полными набедренниками либо налядвенниками, но не имел защиты ног ниже колен. 